# Municipio de Selma (Míchigan)
El municipio de Selma (en inglés: Selma Township) es un municipio ubicado en el condado de Wexford en el estado estadounidense de Míchigan. En el año 2010 tenía una población de 2093 habitantes y una densidad poblacional de 22,45 personas por km².

## Geografía
El municipio de Selma se encuentra ubicado en las coordenadas 44°17′36″N 85°30′41″O / 44.29333, -85.51139. Según la Oficina del Censo de los Estados Unidos, el municipio tiene una superficie total de 93.22 km², de la cual 88,87 km² corresponden a tierra firme y (4,66 %) 4,35 km² es agua.

## Demografía
Según el censo de 2010, había 2093 personas residiendo en el municipio de Selma. La densidad de población era de 22,45 hab./km². De los 2093 habitantes, el municipio de Selma estaba compuesto por el 96,7 % blancos, el 0,72 % eran afroamericanos, el 0,19 % eran amerindios, el 0,48 % eran asiáticos, el 0,76 % eran de otras razas y el 1,15 % eran de una mezcla de razas. Del total de la población el 1,29 % eran hispanos o latinos de cualquier raza.